# Selenia kentaria
Selenia kentaria är en fjärilsart som beskrevs av Augustus Radcliffe Grote 1865. Selenia kentaria ingår i släktet Selenia och familjen mätare. Inga underarter finns listade.

## Bildgalleri

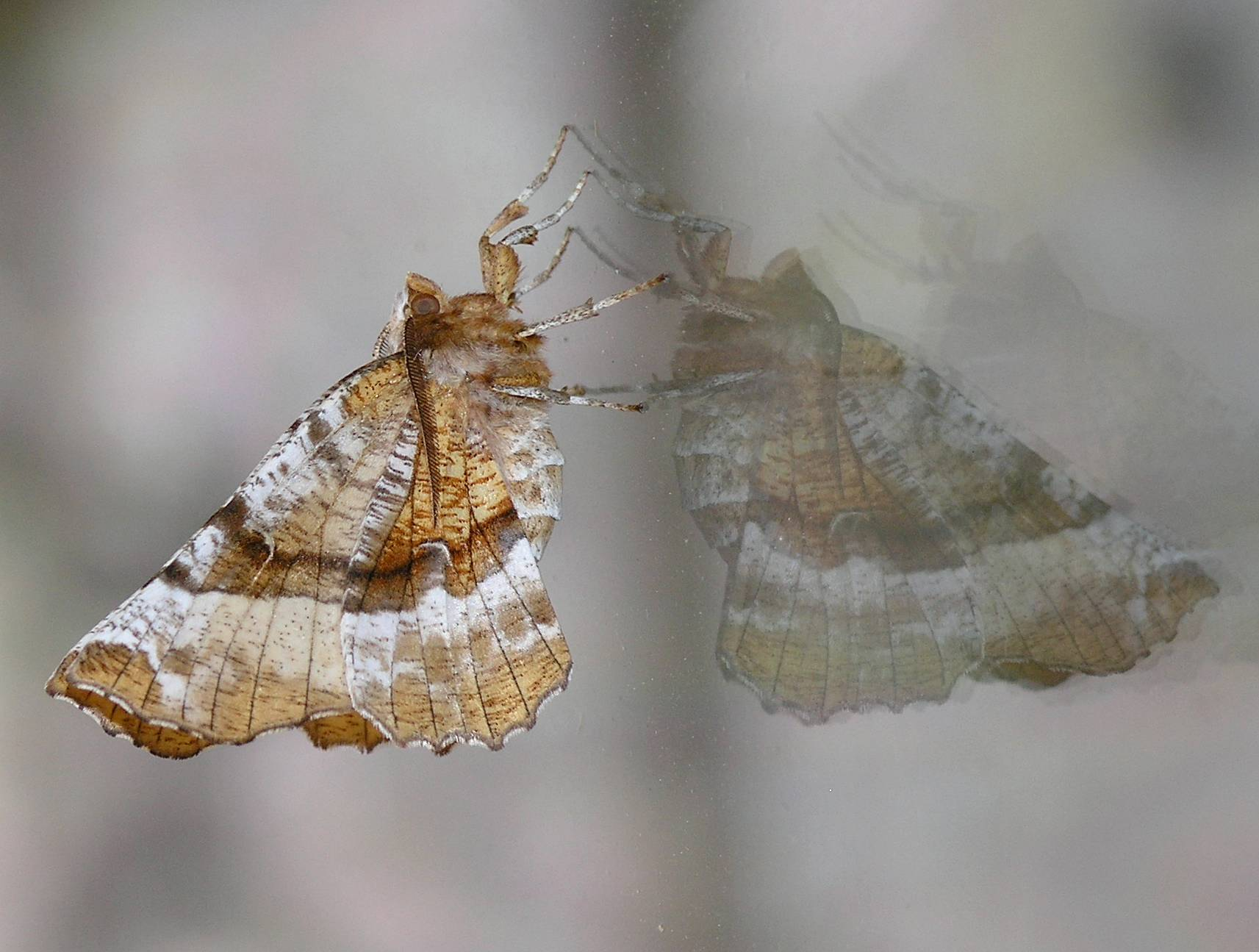